# Fishman
José Ángel Nájera Sánchez (6 de enero de 1951-8 de abril de 2017) fue un luchador profesional mexicano, conocido bajo el nombre de Fishman. Fishman es considerado uno de los mejores luchadores de mediados de la década de 1970 y 1980 y trabajó para la Empresa Mexicana de Lucha Libre, la Universal Wrestling Association, la World Wrestling Association y Asistencia Asesoría y Administración en México, además de realizar frecuentes viajes a Japón y Estados Unidos. Fue desenmascarado tras perder un combate en 2000 y se retiró poco después. Tres de sus hijos son todos luchadores enmascarados conocidos por sus nombres en el ring Black Fish, El Hijo del Fishman y El Único de Ciudad Juárez.

## Vida personal
Nació el 6 de enero de 1951 en Torreón, Coahuila, México, y su familia se mudó a Ciudad Juárez, Chihuahua, siendo aún muy joven. Desde muy temprana edad, su madre y sus tías lo llevaban cuando veían espectáculos de lucha libre mexicana en el Toreo de Cuatro Caminos, la plaza de toros local, desde que tenía nueve años. Durante sus años de formación, citó a Black Shadow y Blue Demon como sus ídolos, favoreciendo a los rudos (término de lucha libre para aquellos que representan a los «malos») de la época sobre lostécnicos (los «buenos») como El Santo.
Estaba casado con María Dolores González, una luchadora que trabajaba bajo el nombre de Lola González, pero los dos se divorciaron posteriormente. Se casaría más tarde con Leslie González (sin relación con María González), pero ese matrimonio también terminó en divorcio. No se ha confirmado cuál esposa es la madre de dos de sus hijos, sólo que su primer hijo nació fuera del matrimonio. Todos sus hijos siguieron sus pasos y se convirtieron en luchadores enmascarados, por lo que sus nombres de nacimiento no se revelan según las tradiciones de la lucha libre. Si bien no es raro en la lucha libre mexicana que los luchadores licencien sus nombres a luchadores que pretenden ser luchadores de segunda generación, Black Fish (originalmente Fishman Jr.), El Hijo del Fishman y El Único de Ciudad Juárez son todos hijos biológicos de Nájera.

## Carrera en la lucha libre profesional
Comenzó a entrenar en el gimnasio municipal de Juárez a una edad temprana, entrenando junto a Miguel Ángel Delgado (quien más tarde sería conocido como El Cobarde), Francisco Javier Delgado (más tarde El Impostor y El Cobarde II) y Jesús Aguilar (el futuro El Márquez), y los cuatro se convirtieron en buenos amigos. Su debut en el ring fue una sorpresa, ya que el promotor local de lucha libre de Juárez le pidió que reemplazara a uno de los luchadores programados que no se presentó al espectáculo de esa noche. Llevando lo que fue descrito como «ropa interior y botas viejas» (en realidad pantalones cortos deportivos y un par de botas prestadas), luchó bajo el nombre en el ring «Goliat Reyes» y perdió el combate. Continuó su entrenamiento durante varios meses antes de comenzar a trabajar como luchador a tiempo completo. En lugar de trabajar como Goliat Reyes, creó el personaje enmascarado «Titán», completo con una chaqueta colorida que su madre lo ayudó a crear.
Después de trabajar como Titán durante aproximadamente un año, se inspiró en un comentario casual de un compañero de equipo de que los ojos de su máscara parecían los de un pez. Tomando ese comentario y combinándolo con la popularidad de superhéroes como Batman y Superman, se le ocurrió el personaje «Fishman». Diseñó una máscara de color dorado y negro con un diseño inspirado en la forma de una manta raya envuelta alrededor de su cara. Después de hacerse un nombre en Juárez como Fishman, fue convocado por la Empresa Mexicana de Lucha Libre (EMLL), la promoción de lucha libre más grande de México, y comenzó a trabajar regularmente en espectáculos en la Ciudad de México. Cuando llegó a la Ciudad de México, los funcionarios de la EMLL le pidieron que cambiara los colores de su máscara, ya que el dorado y el negro eran demasiado parecidos a la máscara de El Solitario, uno de los luchadores principales de la EMLL. Cambió los colores a una base verde esmeralda brillante y marcas amarillas, un esquema de colores que más tarde lo llevaría a ser apodado El Veneno Verde por las revistas de lucha libre y los fanáticos.

### Empresa Mexicana de Lucha Libre (1971-1978)
En la Ciudad de México se hospedaría en la casa de huéspedes de los luchadores José Luis Mendieta y Jesús Reza, conocidos como Rambo y Mano Negra respectivamente, mientras comenzaba a trabajar para la EMLL de tiempo completo. Hizo su debut la misma noche en que El Solitario desenmascaró a Ángel Blanco, trabajando frente a un público mucho más numeroso que el que tuvo en Juárez. El estilo de lucha más brutal de Fishman, común en Juárez pero no tanto en la Ciudad de México, casi inmediatamente lo convirtió en un rudo (luchadores que representan a los «malos») entre los fanáticos. Durante sus inicios ganó un par de máscaras de bajo rango, derrotando a El Médico I, El Monarca y el Profesor Konak en Luchas de Apuestas, como una forma de establecerlo como una estrella en ascenso en la EMLL. Un mayor apoyo promocional llegó el 3 de octubre de 1973, cuando EMLL decidió que debía ganar el Campeonato Nacional de Peso Welter derrotando a El Márquez por el campeonato. El 5 de diciembre de 1974, desenmascaró a un luchador conocido como Durango Kid después de vencerlo en un combate de Luchas de Apuestas. Su carrera como Campeón Nacional de Peso Welter duró más de dos años y medio antes de quedar vacante el 5 de marzo de 1975. Meses después Fishman recuperó el título al derrotar a Alberto Muñoz en la final de un torneo para recuperar el Campeonato Nacional de Peso Welter. El 4 de febrero de 1976, Fishman retó a Ringo Mendoza por el Campeonato Nacional de Peso Medio pero no pudo ganarlo. El combate era raro para la época, tanto porque Fishman ya era campeón como porque estaba claramente identificado como un peso wélter. El 23 de abril de 1976, en el evento principal de 20.º Aniversario de Arena México, Fishman derrotó a El Faraón en un combate de Luchas de Apuestas, lo que obligó a Faraón a desenmascararse y revelar su nombre real después del combate según las tradiciones de la lucha libre.
El éxito de la lucha de apuestas fue seguido el 9 de abril cuando derrotó a Blue Demon para ganar el Campeonato Mundial de Peso Welter de la NWA, uno de los campeonatos mejor clasificados en EMLL. Con esta victoria dejó vacante el Campeonato Nacional de Peso Welter para poder concentrarse en el título mundial de la NWA. El 19 de noviembre de 1976, Fishman perdió el título ante Mano Negra como parte de una larga historia entre los dos que había comenzado durante el verano. A principios de 1977 derrotó a Blue Demon para convertirse en un tres veces Campeón Nacional de Peso Welter. En ese momento se involucró en una historia de tres bandas contra otros dos personajes rudos, El Cobarde y Sangre Chicana. La historia de tres bandas fue la fuerza impulsora detrás del primer Show Aniversario 44 y del segundo Show Aniversario 44 celebrados en septiembre de 1977. En el primer show, el 23 de septiembre, los tres hombres compitieron en una lucha de Luchas de Apuestas a tres bandas, en la que El Cobarde pudo cubrir a Fishman para escapar de la lucha con su máscara. Al final Fishman cubrió a Sangre Chicana, lo que lo obligó a desenmascararse al final del show. La semana siguiente, El Cobarde hizo que Fishman perdiera el Campeonato Nacional de Peso Welter de México ante Kung Fu, lo que llevó a que ambos se enfrentaran por sus máscaras al día siguiente. El 27 de septiembre, Fishman derrotó a su viejo amigo detrás de escenas, El Cobarde, lo que lo obligó a desenmascararse, lo que hizo a Fishman ganar dos importantes máscaras con una semana de diferencia.

### Universal Wrestling Association (1978-1992)
En 1978, Fishman fue uno de los muchos luchadores de la EMLL que dejaron la empresa y se unieron a la recientemente formada Universal Wrestling Association (UWA), fundada por el expromotor de EMLL Francisco Flores y el luchador convertido en promotor Ray Mendoza. La UWA empleó un estilo de lucha contundente que la EMLL no enfatizó, respondiendo a las demandas de las audiencias de lucha libre mexicana más jóvenes.
El 26 de octubre de 1980, Fishman desafió sin éxito a uno de los mayores técnicos de la UWA, El Solitario, por el Campeonato Mundial Junior Peso Pesado de la UWA, pero no pudo derrotar a El Solitario. UWA también permitió a Fishman viajar a Japón para trabajar para New Japan Pro-Wrestling (NJPW) en 1981 a través de su acuerdo de asociación. El 12 de diciembre de 1980, Fishman derrotó a Perro Aguayo para ganar el Campeonato Mundial Peso Semipesado de la UWA, manteniéndolo hasta el 1 de marzo de 1981, donde lo perdió ante Villano III. Más tarde ese mismo año le ganaría otro campeonato a Perro Aguayo, ganando el Campeonato Mundial Peso Semipesado de la WWF. Su primer reinado con ese campeonato en particular sólo duró dos semanas antes de que Aguayo lo recuperara. En 1982 apareció en varios programas de la EMLL debido a un acuerdo de trabajo entre la UWA y la EMLL. En una de esas apariciones, Fishman ganó el Campeonato Mundial Peso Semipesado de la UWA contra Ringo Mendoza. Unos meses más tarde, Sangre Chicana ganó el Campeonato de Peso Semipesado de la UWA ante Fishman. El 27 de febrero de 1982, Fishman recuperó el Campeonato Mundial de Peso Ligero de la UWA, convirtiéndose en tres veces campeón. El 11 de junio de 1983, Fishman desafió sin éxito al japonés Tiger Mask por el Campeonato Peso Pesado Junior de la WWF en la semifinal del espectáculo Tercera Confrontación México-Japón de la UWA que atrajo aproximadamente a 30 000 espectadores.
La UWA tenía relaciones de trabajo con promociones de todo el mundo, lo que le permitió a Fishman realizar una gira por Centroamérica y también trabajó en espectáculos selectos para la World Class Championship Wrestling con sede en Texas, incluida una aparición en el evento «Star Wars» de junio de 1983 de la WCCW, donde Fishman, Bill Irwin y el Mongol perdieron ante los habituales de la WCCW José Lothario, Chris Adams y Chavo Guerrero. El 1 de abril de 1984, Fishman derrotó a Villano III en la final de un torneo para ganar su cuarto Campeonato Mundial de Peso Semipesado de la UWA, la mayor cantidad de cualquier luchador mientras la UWA estuvo presente. El 1 de abril de 1984, en Naucalpan, México, Fishman derrotó a Villano III en una final de torneo para ganar su cuarto Campeonato Mundial de Peso Semipesado de la UWA. En 1984, Fishman y su compañero rudo Babe Face viajaron a Japón para participar en la Real World Junior Tag League de All Japan Pro Wrestling (AJPW). El equipo terminó con 0 puntos, perdiendo ante equipos como Gran Hamada y Mighty Inoue, Chavo y Héctor Guerrero, Atsushi Onita y Masanobu Fuchi, Magic Dragon y Ultra Seven. De regreso a México, Fishman comenzó a hacer equipo regularmente con su antiguo rival Perro Aguayo, formando un equipo conocido como Los Compadres del Diablo, un equipo que más tarde también incluiría a El Canek. Fishman, Aguayo y El Faraón se unieron para la Copa Ovaciones y Costalazos celebrada por la UWA en 1984. El trío derrotó a Dos Caras, El Canek y Enrique Vera en la primera ronda, Los Villanos (Villano I, Villano III y Villano V) en las semifinales y finalmente derrotaron a Los Infernales (El Satánico, MS-1 y Pirata Morgan) para ganar todo el torneo.
En abril de 1986 Fishman estaba luchando contra El Solitario, durante dicho combate El Solitario se volvió a lesionar y tuvo que ser llevado al hospital directamente desde la arena después del combate. El Solitario, cuyo verdadero nombre es Roberto González Cruz, se quejó de dolores abdominales y terminó necesitando cirugía para detener una hemorragia interna. La cirugía no tuvo éxito y González falleció mientras estaba en la mesa de operaciones. Después de la muerte de González, algunas revistas de lucha libre publicaron historias de que Fishman era responsable de la muerte de González, cuando en realidad no tuvo nada que ver con el combate con Fishman, sino con una condición que González sufría antes de subir al ring para el combate. Sólo días después de la muerte de González se decidió poner fin a la carrera de Fishman como Campeón Mundial de Peso Semipesado de la UWA, en parte para permitirle tomarse un tiempo libre del público. Una vez que el forense verificó que el combate contra Fishman en sí no provocó la muerte de González, Fishman regresó al ring, ganando su segundo Campeonato Mundial Peso Semipesado de la WWF ante Villano III. El 19 de septiembre de 1986, defendió con éxito el campeonato contra Pirata Morgan como parte del EMLL Show Aniversario 53. Su reinado terminó el 24 de diciembre de 1986, cuando perdió el campeonato ante su excompañero Perro Aguayo. Con Aguayo convirtiéndose en técnico en 1986, Los Compadres del Diablo pasaron a llamarse Los Asesinos del Ring y los dos agregarían más tarde a Killer al trío. El 29 de enero de 1989, Fishman, Kahoz, Zandokan y Rambo perdieron ante Gran Hamada, Perro Aguayo, Dos Caras y Villaño III en la cartelera del UWA Show Aniversario 14.

### World Wrestling Association (1988-1990)
En 1988, Fishman comenzó a dividir su tiempo entre la UWA y la World Wrestling Association (WWA) con sede en Tijuana, Baja California. Mientras trabajaba para la WWA, se vio involucrado en una disputa de larga duración con uno de los principales luchadores técnicos de la WWA, Rey Misterio. La historia vio a Fishman desenmascarar a Rey Misterio el 25 de marzo de 1988, cuando ganó un combate de Luchas de Apuestas. El 11 de marzo de 1989, Rey Misterio derrotó a Fishman en la final de un torneo para convertirse en el primer Campeón Mundial de Peso Semipesado Junior de la WWA. Fishman se convirtió en el segundo Campeón Mundial de Peso Semipesado Junior de la WWA al derrotar a Rey Misterio el 18 de mayo de 1990, reteniendo el título durante 113 días antes de perderlo ante Villano IV.

### Asistencia Asesoría y Administración (1992-1997)
Cuando la UWA desapareció a principios de la década de 1990, Fishman comenzó a trabajar a tiempo completo para Asistencia Asesoría y Administración, más tarde conocida simplemente como AAA, alrededor de 1992, poco después de la creación de AAA. Luchó en uno de los principales espectáculos anuales de AAA, Triplemanía II-A, haciendo equipo con Blue Panther y La Parka, perdiendo ante el equipo de Tiger Mask III, Konnan y Máscara Sagrada. Unas semanas más tarde, Fishman también formó parte de Triplemanía II-C, esta vez haciendo equipo con Pirata Morgan y Fuerza Guerrera, perdiendo ante El Torero, Rey Misterio y Rey Misterio Jr. cuando Rey Misterio Jr. cubrió a Fuerza Guerrera. El año siguiente le dio su primera gran victoria en AAA cuando él, Cien Caras, Máscara Año 2000 y Jerry Estrada derrotaron a Konnan, Perro Aguayo, Latin Lover y Máscara Sagrada. También trabajó en la Triplemanía IV-C de 1996, haciendo equipo con Jerry Estrada, Villano IV y May Flowers solo para perder ante La Parka, Winners, Super Caló y El Mexicano. En el otoño de 1998 hizo equipo con Ángel Blanco Jr., Cien Caras y El Halcón para participar en un torneo para determinar el primer Campeonato Nacional Atómicosde México, derrotando al equipo de Blue Demon Jr., Latin Lover, Máscara Sagrada y Súper Calo en la primera ronda. En la segunda ronda perdieron ante los eventuales campeones del torneo Pierroth Jr. y Los Villanos (III, IV y V). Con la edad, Fishman no era tan rápido en el ring y el estilo de lucha que anteriormente lo hacía atractivo no entusiasmó a los fanáticos de la década de 1990, ya que buscaban más un estilo de alto ritmo y alto vuelo como el de los luchadores más jóvenes de la AAA.

### Consejo Mundial de Lucha Libre (1998-1999)
Fishman regresó a la EMLL, ahora rebautizada como Consejo Mundial de Lucha Libre (CMLL), en 1998, considerado como «leyenda» por el CMLL. Participó en el torneo Ruleta de la Muerte de 1998, donde equipos en parejas compiten en un torneo de una noche, solo que en este caso el equipo perdedor avanzaría en el torneo y si el equipo perdía la final los dos miembros se verían obligados a enfrentarse entre sí con sus máscaras en la línea. Fishman y Lizmark se unieron para el torneo para derrotar a El Hijo del Santo y Guerrero del Futuro en la primera ronda. El Hijo del Santo desenmascararía a Guerrero del Futuro en el evento principal. El 19 de marzo de 1999, CMLL celebró su espectáculo anual Homenaje a Dos Leyendas: El Santo y Salvador Lutteroth. El punto focal del espectáculo fue el «Torneo de parejas en homenaje a Salvador Lutteroth». Fishman formó equipo con su compañero y ex-main eventer de la UWA Villano III, pero perdieron ante Mr. Niebla y Shocker en la primera ronda. CMLL realizó otro torneo Ruleta de la Muerte. Para este torneo Fishman hizo equipo con La Parka y perdieron en la primera ronda ante Mr. Niebla y Tinieblas Jr., pero en la segunda ronda pudieron derrotar a los eventuales perdedores del torneo, Shocker y Rey Bucanero.

### Últimos años (1999-2012)
En 1999 Fishman dejó el CMLL, trabajando en un horario reducido en el circuito independiente mexicano. En algún momento después de dejar el CMLL ganó su última máscara, derrotando a Cinta de Oro en su ciudad natal de Juárez. El 25 de diciembre de 1999, Fishman, Lizmark, Villano III y Súper Astro compitieron en una lucha de eliminación de cuatro vías, llamada Relevos Suicidas, donde los dos primeros luchadores cubiertos se verían obligados a luchar entre sí bajo las reglas de Luchas de Apuestas. Esa noche, tanto Fishman como Lizmark lograron escapar del combate mientras Villano III derrotó a Super Astro para desenmascararlo. Ocho meses después, Fishman participó en otro combate de Relevos Suicida, una lucha de cuatro esquinas entre él, La Parka, Máscara Sagrada y Shu el Guerrero, promovida por una nueva empresa, Global Wrestling All-Stars (GWAS), cuyo primer gran espectáculo se llevó a cabo en el recinto de 20 000 asientos del Palacio de los Deportes en la Ciudad de México. El programa fue grabado y se suponía que iba a ser transmitido en pago por visión, pero terminó siendo mostrado en televisión normal más tarde. El espectáculo no atrajo ni cerca de la mitad de la capacidad de 20 000 personas; las estimaciones eran de alrededor de 300, en parte debido al hecho de que no hubo storylines que condujeran al evento principal. Durante el combate, los técnicos La Parka y Máscara Sagrada trabajaron juntos inicialmente aunque no había equipos propiamente dichos en el mismo. En un momento La Parka atacó a Máscara Sagrada, desgarrándole la máscara mientras intentaba cubrirar a Sagrada y así salvar su propia máscara. Después de que los otros tres se turnaron para atacar a Máscara Sagrada, finalmente lo cubrieron para obligarlo a defender su máscara esa noche. Un poco más tarde Fishman también fue cubierto, lo que fue visto como una sorpresa ya que se esperaba que Shu El Guerrero fuera el que perdiera su máscara. Al final Máscara Sagrada derrotó a Fishman, obligándolo a desenmascararse y revelar su verdadero nombre a todos en la arena o viendo el PPV, José Ángel Nájera Sánchez. Durante su desenmascaramiento se le unió un joven El Hijo del Fishman que ayudó a su padre a desatar su máscara y quitársela. Después del combate los promotores le informaron a Fishman que lamentablemente no habían obtenido suficientes ganancias del show para pagarle lo que habían acordado por la pérdida de la máscara. Los promotores le ofrecieron vender sus coches para cubrir el coste, pero al final le ofrecieron un puesto en la promoción para detener cualquier demanda. Al año siguiente, Máscara Sagrada se enfrentó al hijo mayor de Fishman, Fishman Jr., en una Lucha del Revés, donde dos luchadores enmascarados se enfrentan en un combate con sus cabelleras, no sus máscaras, en juego. Fishman Jr. obtuvo una medida de venganza al derrotar a Máscara Sagrada, obligándolo a afeitarse la cabellera después del combate.

## Retiro y fallecimiento
La Lucha de Apuestas marcaría su retiro de la lucha libre, aunque hizo un par de apariciones especiales en los años siguientes, una en 2011 en Japón haciendo equipo con Black Tiger e Itoku Hidaka, perdiendo ante Tiger Mask Original, The Great Sasuke y Mr. Cacao. También trabajó en el «Villano III Show Aniversario 40», haciendo equipo con los ex-main eventers de UWA Dos Caras, Scorpio Jr. y Villano III para ganar el combate del evento principal sobre Negro Navarro, Rambo, Sangre Chicana y Villano IV. Después de su retiro, ayudó a su hijo menor a hacer su debut en la lucha libre profesional en 2008 después de presentarle al mundo por primera vez a El Hijo del Fishman durante su último combate de Luchas de Apuestas. Su último combate ocurrió el 2 de febrero de 2012, cuando tenía 61 años, cuando Fishman y Hijo del Fishman derrotaron a su antiguo rival Sangre Chicana y a su hijo Sangre Chicana Jr..
Su hijo mayor originalmente trabajó bajo el nombre de ring «Fishman Jr.», usando una máscara verde y amarilla como su padre, pero en 2007 cambió su nombre a Black Fish. El hijo mayor nació fuera del matrimonio y cuando su otro hijo quiso utilizar el nombre Nájera decidió recuperar los derechos del nombre «Fishman» para evitar confusiones. Su hijo mayor decidió demandar por los derechos del nombre, pero terminó cambiando su nombre de ring a Black Fish, usando una versión negra y plateada de la máscara que su padre hizo famosa. Un tercer hijo trabaja como El Único de Ciudad Juárez. Hijo del Fishman a veces se une a El Canek Jr. para formar un equipo conocido como Los Nuevos Asesinos del Ring, aprovechando la historia pasada del nombre entre Fishman y El Canek, y en ocasiones se les une El Hijo del Médico Asesino.
En 2009, portando la máscara de Fishman, estuvo presente en la presentación del canal Disney XD en México. En 2015 la revista Castálida realizó un reportaje sobre la exposición del Museo de Artes Populares sobre la lucha libre, presentando a Fishman en la portada, elegido por ser el luchador favorito del autor Miguel Valverde. Fishman también estuvo presente en la rueda de prensa celebrada por la revista Castálida.
Falleció el 8 de abril de 2017, a causa de un infarto. Se observó que lucía frágil en sus últimas apariciones públicas.

## Campeonatos y logros
- Empresa Mexicana de Lucha Libre
  - Campeonato Nacional de Peso Welter (3 veces) [10][11]
  - NWA World Welterweight Championship (1 vez) [14]
- Pro Wrestling Illustrated
  - Ocupa el puesto n.° 324 entre los 500 mejores luchadores individuales durante los «PWI Years» en 2003 [54]
- Universal Wrestling Association
  - UWA World Light Heavyweight Championship (4 veces) [21]
  - WWF Light Heavyweight Championship (2 veces) [22][Nota 4]
  - Copa Ovaciones y Costalazos – con Perro Aguayo y El Faraón [28]
- World Wrestling Association
  - WWA World Junior Light Heavyweight Championship (1 vez) [33]

### Récord deLuchas de Apuestas
| Ganador (apuesta)           | Perdedor (apuesta)                   | Ubicación                | Evento                           | Fecha                    | Notas                    |
| --------------------------- | ------------------------------------ | ------------------------ | -------------------------------- | ------------------------ | ------------------------ |
| Fishman (máscara)           | Profesor Konak (máscara)             | N/A                      | Evento en vivo                   | 1970                     | [ 9 ]                    |
| Fishman (máscara)           | Yaqui (máscara)                      | N/A                      | Evento en vivo                   | 1971                     | [ 9 ]                    |
| Fishman (máscara)           | El Monarca (máscara)                 | N/A                      | Evento en vivo                   | 1974                     | [ 9 ]                    |
| Fishman (máscara)           | Durango Kid (máscara)                | Matamoros, Tamaulipas    | Evento en vivo                   | 5 de diciembre de 1974   | [ 9 ]                    |
| Fishman (máscara)           | El Faraón (máscara)                  | Ciudad de México         | 20.º Aniversario de Arena México | 23 de abril de 1976      | [ 12 ]                   |
| Fishman (máscara)           | Sangre Chicana (máscara)             | Ciudad de México         | EMLL Show Aniversario 44         | 23 de septiembre de 1977 | [ Nota 5 ] [ 55 ] [ 56 ] |
| Fishman (máscara)           | El Cobarde (máscara)                 | Ciudad de México         | EMLL 44th Anniversary Show       | 30 de septiembre de 1977 | [ 57 ] [ 58 ]            |
| Fishman & Aníbal (máscaras) | César Valentino & Kurisu (cabellera) | Ciudad de México         | Evento en vivo                   | 10 de agosto de 1980     | [ 9 ] [ 59 ]             |
| Fishman (máscara)           | El Médico I (máscara)                | Tamaulipas, México       | Evento en vivo                   | N/A                      | [ 9 ]                    |
| Fishman (máscara)           | Rey Misterio (máscara)               | Tijuana, Baja California | Evento en vivo                   | 25 de marzo de 1988      | [ 9 ]                    |
| Fishman (máscara)           | Cinta de Oro (máscara)               | Ciudad Juárez, Chihuahua | Evento en vivo                   | N/A                      | [ 9 ] [ 60 ]             |
| Máscara Sagrada (máscara)   | Fishman (máscara)                    | Ciudad de México         | Evento de GWAS                   | 28 de agosto de 2000     | [ Nota 6 ] [ 46 ]        |